# Sky Ace TIGA
Der Sky Ace TIGA ist ein Solarfahrzeug der Ashiya Universität, Japan. Das Gefährt hält den Landgeschwindigkeitsrekord der Solarfahrzeuge.
2004 erreichte es in Griechenland 150 km/h, am 19. September 2006 auf Taiwan 165 km/h.

## Daten
- Dreirad
- Länge×Breite×Höhe (mm): 5000×1800×1020
- Gewicht: 138 kg (ohne Fahrer und Batterie)
- Passagiere: 1
- Solarpanel: GaAs triple junction (1.900 W)
- Traktionsbatterie: Lithium-Polymer-Akkumulator; Kapazität jeweils nach Rennreglement, z. B. 2004 beim Phaeton Hellas: Lithium-Polymer-Akkumulator, Gewicht 26 kg, Spannung: 180 Volt
- Motor: bürstenloser Gleichstrommotor (Nominal 1,5 kW / Maximum 5 kW)
- Karosserie: kohlenstofffaserverstärkter Kunststoff
- Reifen: 14 Zoll, geringer Rollwiderstand
- Reisegeschwindigkeit: 90 km/h
- Höchstgeschwindigkeit: 165 km/h

## Geschichte
Das Fahrzeug wurde im Jahr 2000 unter der Leitung von Kunio Nakagawa von einem Team bestehend aus
- Masaaki Hatoh
- Tohru Moriya
- Youta Mori
- Tuguhiro Kishimoto
- Takashi Aoyama
- Takuya Ooura
- Masaki Shinmi

gebaut. Die Ursprungskonstruktion wurde mehrfach verbessert, insbesondere Elektromotor, Batterie und Solarpanele. Jährlich nahm das Team mit den Fahrern am Dream Cup Solar Race-Suzuka teil. Den ersten Platz errang es 2000, 2002 und 2003. 2001 nahm es an der World Solar Challenge teil.